# Teriformes
Els teriformes (Theriiformes) són una subclasse de mamífers; ha estat emprada per McKenna i Bell (1997) per classificar tots els mamífers excepte els actuals monotremes (subclasse Prototheria) i els seus ancestres. En ella, els mateixos autors inclouen tres infraclasses, de les quals dos no tenen en l'actualitat espècies vives:
- Infraclasse Allotheria Marsh, 1880
- Infraclasse Eutriconodonta Osborn, 1888
- Infraclasse Holotheria - Wible et al., 1995